# XI Esposizione internazionale d'arte
La XI Esposizione Internazionale d'Arte della Città di Venezia si tenne dal 23 aprile al 31 ottobre 1914 presso il Palazzo delle Esposizioni ai Giardini della Biennale. Questa edizione fu caratterizzata da una significativa partecipazione internazionale e da una serie di mostre individuali di rilievo.

## Organizzazione
- Presidente: Filippo Grimani
- Segretario: Antonio Fradeletto

## Mostre Individuali
Durante l'XI Esposizione, furono allestite diverse mostre personali dedicate a importanti artisti, tra cui:
- Frank Brangwyn: esposizione di opere pittoriche e grafiche.
- Giulio Aristide Sartorio: presentazione di una selezione rappresentativa dei suoi lavori.
- Carlo Fornara: mostra dedicata alle sue opere più significative.
- Ettore Tito: esposizione di una raccolta delle sue creazioni artistiche.
- Federico Zandomeneghi: retrospettiva delle sue opere principali.

## Sezioni Tematiche
Oltre alle mostre individuali, l'Esposizione includeva sezioni tematiche, tra cui:
- La xilografia contemporanea in Italia: una rassegna dedicata all'arte dell'incisione su legno, con la partecipazione di artisti come Adolfo De Carolis, Guido Marussig e Francesco Nonni.
- Mostra del bianco e del nero: focalizzata su opere in bianco e nero, con contributi di artisti quali Lionello Balestrieri, Edgar Chahine e Joseph Pennell.

## Partecipazione Internazionale
L'Esposizione vide la partecipazione di artisti provenienti da diversi paesi, consolidando il ruolo della Biennale come piattaforma internazionale per l'arte contemporanea. Tra gli artisti stranieri presenti figuravano:
- Ramon Casas: pittore spagnolo noto per i suoi ritratti e scene di vita quotidiana.
- Ferdinand Boberg: artista svedese con opere esposte nella sezione del bianco e nero.

## Impatto e Critica
Nonostante le tensioni politiche dell'epoca, l'XI Esposizione Internazionale d'Arte riuscì a mantenere un alto livello artistico e organizzativo. La critica dell'epoca apprezzò la varietà delle opere esposte e la qualità delle mostre individuali, riconoscendo l'importanza della Biennale come evento culturale di rilievo internazionale.